# Butajszijja
Butajszijja (ar. البطيشة, Al-Butajszijja) – wieś położona w jednostce administracyjnej Kada Tyr, w Dystrykcie Południowym w Libanie.

## Położenie
Wioska Butajszijja jest położona na wysokości 380 metrów n.p.m. na wschodnich zboczach grzbietu górskiego Reches ha-Sulam (361 m n.p.m.). Na południe od wioski przebiega granica libańsko-izraelska. Okoliczne wzgórza są w większości zalesione. Teren opada w kierunku północno-zachodnim ku wybrzeżu Morza Śródziemnego. W otoczeniu Butajszijji znajdują się miasto An-Nakura, oraz wioski Alma asz-Szab, Szama, Tair Harfa i Zahajra. Po stronie izraelskiej są położone kibuce Hanita i Adamit, moszaw Ja’ara, oraz arabska wioska Aramisza.

### Podział administracyjny
Butajszijja jest położona w jednostce administracyjnej Kada Tyr, w Dystrykcie Południowym Libanu.

## Gospodarka
Lokalna gospodarka opiera się na rolnictwie.